# Espírito Santo do Dourado
Espírito Santo do Dourado is een gemeente in de Braziliaanse deelstaat Minas Gerais. De gemeente telt 4.471 inwoners (schatting 2009).

## Aangrenzende gemeenten
De gemeente grenst aan Congonhal, Ipuiúna, Poço Fundo, Pouso Alegre, São João da Mata en Silvianópolis.